# Fania Fénelon
Fania Fénelon, geboren als Fanny Goldstein (Parijs, 2 december 1908 – aldaar, 19 december 1983), was een Franse pianiste, componiste en cabaretzangeres. Ze overleefde het meisjesorkest van Auschwitz en schreef hierover in 1976 haar memoires Sursis pour l'orchestre (in Nederland uitgebracht als Muziek achter prikkeldraad), dat later werd vertaald en verfilmd als Playing for Time.

## Biografie
Fanny Goldstein werd geboren in een middenklassengezin, als dochter van een joodse vader en katholieke moeder. Haar vader Jules Goldstein, geboren in  Rostov aan de Don, was een ingenieur in de rubberindustrie en haar moeder Maroussia Davidovna Bernstein was van Roemeense afkomst. Ze studeerde aan het Conservatoire de Paris bij de Franse operazangeres Germaine Martinelli, en studeerde af als sopraan met daarbij de eerste prijs voor haar pianospel. In de jaren dertig begon ze haar eigen chansons uit te voeren onder haar artiestennaam Fania.

### Tweede Wereldoorlog
Na de capitulatie van Frankrijk voorzag ze in haar levensonderhoud door in nachtclubs te zingen voor Duitse soldaten. Goldstein werd in 1943 gearresteerd door de Gestapo, enerzijds omdat ze half-joods was, anderzijds omdat ze bij het Franse verzet zou hebben gezeten. Na een verblijf van negen maanden in doorgangskamp Drancy, werd ze op 20 januari 1944 gedeporteerd naar vernietigingskamp Auschwitz-Birkenau. 
Ze werd op een van de eerste dagen na aankomst, terwijl ze nog in quarantaine zat, lid van het meisjesorkest van Auschwitz. De kampleiding zocht naar een Française die Madame Butterfly kon zingen en spelen en Goldstein bleek daartoe in staat. Het meisjesorkest was een gevangenenorkest dat muziek diende te spelen die als nuttig werd beschouwd bij de dagelijkse gang van zaken in het kamp. Zo speelde het orkest marsen bij de ontvangst van nieuwe transporten met gevangenen, wanneer de dwangarbeiders het kamp verlieten voor hun dagelijkse werk, wanneer ze weer terugkeerden en wanneer ze naar de gaskamers werden gestuurd. In het orkest was Goldstein zowel pianist als sopraan.
In de herfst van 1944 werd het meisjesorkest ontbonden en naar Bergen-Belsen gedeporteerd, waar Goldstein tyfus opliep en als gevolg van de gevangenisomstandigheden bijna 28 kilo afviel. Op 15 april 1945 werden zij en haar medegevangenen bevrijd door Britse soldaten, en hoewel ze extreem zwak was, zong en speelde Goldstein die dag live voor een BBC-microfoon God Save the King.

### Na de oorlog
Onder haar pseudoniem Fania Fénelon, dat ze na de oorlog aannam, werd Goldstein een redelijk bekende cabaretzangeres. In 1966 emigreerde ze met haar levenspartner, baritonzanger Aubrey Pankey, naar Oost-Berlijn. Na de dood van Pankey in 1971 keerde ze terug naar Frankrijk. 
Fénelon bracht in 1976 haar memoires uit, voor het eerst gepubliceerd als Sursis pour l'orchestre. Het boek en de daaropvolgende televisiefilm (uitgebracht in 1980 met Vanessa Redgrave in de rol van Fénelon) en theaterproductie (uitgebracht in 1985), beide onder de naam Playing for Time, zijn geschreven door Arthur Miller. Ze nemen in de Holocaust-wetenschap een belangrijke plaats in, en worden gezien als de bekendste publicaties over het meisjesorkest. Dit was een bron van frustratie voor andere overlevenden van het orkest, die het boek als onrealistisch hebben afgedaan en het ook niet eens waren met zowel Fénelons vertegenwoordiging van het orkest als haar eigen rol daarin. Tevens was er kritiek op haar duiding van Alma Rosé, een Oostenrijkse violiste van joodse afkomst en tussen augustus 1943 en april 1944 dirigent van het meisjesorkest, die ze typeerde als een wrede, disciplinerende en zelfhatende joodse vrouw die de nazi's bewonderde en hun gunst vroeg.
Fénelon overleed op 75-jarige leeftijd aan de gevolgen van kanker.